# Peter Nieuwenhuis
Peter Marinus Nieuwenhuis (ur. 3 kwietnia 1951 w Amsterdamie) – holenderski kolarz torowy, brązowy medalista mistrzostw świata.

## Kariera
Największy sukces w karierze Peter Nieuwenhuis osiągnął w 1973 roku, kiedy wspólnie z Hermanem Ponsteenem, Gerriem Fensem i Royem Schuitenem zdobył brązowy medal w drużynowym wyścigu na dochodzenie podczas torowych mistrzostw świata w San Sebastian. Był to jedyny medal wywalczony przez Nieuwenhuisa na międzynarodowej imprezie tej rangi. W 1976 roku wystartował na igrzyskach olimpijskich w Montrealu, gdzie Holendrzy z Nieuwenhuisem w składzie zajęli piątą pozycję w tej samej konkurencji. Wielokrotnie zdobywał medale torowych mistrzostw kraju, ale nigdy nie zwyciężył.
Jego żoną jest była kolarka holenderska Wilhelmina Brinkhoff.